# Anadara biangulata
Anadara biangulata – gatunek morskiego, osiadłego małża z rodziny arkowatych (Arcidae).
Muszla o wymiarach: długość 3,0 cm, wysokość 2,0 cm, średnica 1,5 cm. Odżywia się planktonem.
Występuje od Zatoki Kalifornijskiej po Peru.